# Separativ
Der Separativ ist ein Kasus, der eine Trennung von einer Person oder Sache ausdrückt. Seine Bedeutung ist „von … her“. In vielen Sprachen wird seine Funktion durch den Ablativ wahrgenommen (z. B. „Ablativus separativus“ im Lateinischen), in anderen Sprachen gibt es – zusätzlich zu einem Ablativ – besondere Formen für den Separativ. Sprachen, die weder Ablativ- noch Separativ-Formen besitzen, drücken die Trennung mit Hilfe von Präpositionen oder Postpositionen aus (so z. B. im Deutschen).

## Beispiele

### Baskisch
Das Baskische kennt folgende Formen für den Ablativ:
- Endung /-(eta)tik/ (inanimat) bzw. /-(ar)engandik/ (animat), Bedeutung „von … weg, … entlang“

Also
- etxetik „vom Haus weg, von zu Hause“
- katuarengandik „von der Katze (weg)“

### Zazaisch
Die Zaza-Sprache hat auch den Separativ. Als Beispiel für das Maskulinum wird hier lacek („der Junge“), für das Femininum keyneke („das Mädchen“) und domani („die Kinder“) für das Neutrum betrachtet. Im Separativ nehmen die Wörter die Endungen lacek-i ra, keynek-e ra, und doman-an ra an. Die Bedeutung ist „von dem Jungen/dem Mädchen/den Kindern weg“.